# Museu Vivo da Memória Candanga
El Museo Vivo de la Memoria Candanga ocupa las instalaciones del ya extinto Hospital Juscelino Kubitschek de Olivo (HJKO), el primero construido en el nuevo Distrito Federal. Está situado a los márgenes de la BR-040, prójimo la ciudad del Núcleo Bandeirante (antigua Ciudad Libre).
El hospital y los alojamientos de los obreros ("candangos") fueron construidos en madera. El tiempo de construcción fue de sólo dos meses y la inauguración se dio en 1957.
Después de la inauguración del Hospital Distrital (actual Hospital de Base) el HJKO entró en declive, siendo desactivado en 1974.
Sin embargo, algunos operarios permanecieron viviendo en el local, que atrajo otras personas.
Por fin, los habitantes fueron encaminados para ciudades próximas, y el lugar fue finalmente tombado, siendo hoy, junto al Catetinho, la mayor representación de la arquitectura de la época de la construcción de la nueva capital del país, Brasilia.
Hoy, buena parte de sus instalaciones fueron reformadas: en las antiguas casas de los operarios, funcionan talleres artísticos. En el antiguo hospital, están una biblioteca, la exposición permanente "Poeira, Lona y Concreto", y una maqueta actualizada de Brasilia.
El museo puede ser visitado gratuitamente de tercera a domingo.
- Datos: Q10333643
- Multimedia: Museu Vivo da Memória Candanga / Q10333643